# Mohammadhosejn Mohammadaján
Mohammadhosejn Mohammadaján (* 19. srpna 1992 Sárí) je íránský zápasník-volnostylař.

## Sportovní kariéra
Pochází ze zápasnické rodiny. Otec Askar je dvojnásobným olympijským medailistou v zápasu ve volném stylu. Zápasení se věnoval od útlého dětství v rodném Sárí. V íránské volnostylařské reprezentaci se pohyboval od roku 2013 ve váze do 86 (84) kg. Od roku 2015 se na žádost reprezentačního trenéra Rasúla Chádema přesunul do vyšší váhy do 97 kg. V přípravě na zářiové mistrovství světa v Las Vegas se však zranil. Následně v říjnu byl pozitivně testován na anabolický steroid methasterone. Dostal nejvyšší možný trest 4 roky. Později se soudil s íránským zápasnickým svazem, že nepodnikl kroky s odvoláním na snížení trestu na 2 roky. Lék předepsaný lékařem na urychlení hojení zraněné nohy vzal dle vlastních slov bez vědomí následků. Po uplynutí trestu v říjnu 2019 se vrátil do reprezentace.

## Výsledky
| Turnaj            | 2013 | 2014 | 2015 | 2016 |
| Turnaj            | 21   | 22   | 23   | 24   |
| Turnaj            | -84  | -86  | -97  | -97  |
| ----------------- | ---- | ---- | ---- | ---- |
| Olympijské hry    |      |      |      | X    |
| Mistrovství světa | —    | 3.   | —    |      |
| Asijské hry       |      | —    |      |      |
| Mistrovství Asie  | —    | —    | 1.   | X    |
| Univerziáda       | 3.   |      |      |      |